# Ики (остров)
Ики (яп. 壱岐島 Ики-но сима) — японский остров в Цусимском проливе в 20 км от берегов Кюсю; административно входит в префектуру Нагасаки. Главный населённый пункт на острове — город Ики.

## География
Ики — вулканический остров в Цусимском проливе между Цусимой и Кюсю. Площадь острова — 138,5 км²; максимальное расстояние от северного берега до южного — 17 км, от западного до восточного — 15 км. Наивысшая точка — потухший вулкан Такэноцудзи (яп. 岳ノ辻), 213 м над уровнем моря. Последнее извержение Такэноцудзи было 0,6—0,9 миллионов лет назад; тем не менее, на острове существуют горячие источники.
Благодаря ветви теплого течения Куросио, на Ики более мягкий климат, чем на основных островах Японии на той же широте.